# Elecciones estatales de Hamburgo de 2008
El 24 de febrero de 2008 se celebraron unas elecciones estatales en Hamburgo, Alemania, para elegir a los miembros del 19° período legislativo del Parlamento de Hamburgo. Los cuatro partidos que obtuvieron más de un 5% fueron la conservadora CDU, el socialdemócrata SPD, la izquierdista Die Linke y el ecológico Partido Verde (GAL). La CDU y el GAL formaron una coalición y Ole von Beust continuó como alcalde.

## Antecedentes
Al momento de la elección, Ole von Beust presidía un gobierno en mayoría con la CDU. Para estas elecciones, dicho partido volvió a presentar a Von Beust como su candidato. Los socialdemócratas nominaron a Michael Naumann.

## Resultados
| Partido | Partido                                     | Votos   | Porcentaje de votos | Escaños | Porcentaje de escaños |
| ------- | ------------------------------------------- | ------- | ------------------- | ------- | --------------------- |
|         | Union Demócrata Cristiana de Alemania (CDU) | 331,067 | 42.6% (-4.6)        | 56 (-7) | 46.3%                 |
|         | Partido Socialdemócrata de Alemania (SPD)   | 265,516 | 34.1% (+3.6)        | 45 (+4) | 37.2%                 |
|         | Lista Alternativa Verde (GAL)               | 74,472  | 9.6% (-2.7)         | 12 (-5) | 9.9%                  |
|         | Die Linke (LINKE)                           | 50,132  | 6.4% (+6.4)         | 8 (+8)  | 6.6%                  |
|         | Partido Democrático Liberal (FDP)           | 36,953  | 4.8% (+2.0)         | 0 (+0)  | 0.0%                  |
|         | Otros                                       | 19,391  | 2.5%                | 0       | 0.0%                  |
| Total   | Total                                       | 777,531 | 100.0%              | 121     | 100.0%                |

## Post-elección
El ganador Ole von Beust (CDU) no alcanzó una mayoría absoluta. Formó la primera coalición "Negro-verde" de toda la historia de Alemania.